# 卡文迪许物理学教授
卡文迪许物理学教授（英語：Cavendish Professor of Physics）是一个荣誉职位，由第七代卡文迪什公爵在剑桥大学设立，以纪念他的亲戚，科学家亨利·卡文迪什，同时期成立的还有卡文迪许实验室。

## 历届卡文迪许物理学教授名单
- 詹姆斯·克拉克·麦克斯韦（1871–1879）
- 瑞利男爵（1879–1884）
- 约瑟夫·汤姆孙（1884–1919）
- 欧内斯特·卢瑟福（1919–1937）
- 威廉·劳伦斯·布拉格（1938–1953）
- 内维尔·莫特（1954–1971）
- 布莱恩·皮帕尔德（1971–1984）
- 萨姆·爱德华兹（1984–1995）
- 理查德·弗兰德（1995–2020）
- 從缺（2020至今）